# 諫早市立明峰中学校
諫早市立明峰中学校（いさはやしりつ めいほうちゅうがっこう）は、長崎県諫早市栄田町にある公立中学校。

## 概要
歴史
1985年（昭和60年）に諫早市立御館山小学校全て、諫早市立本野小学校全て、諫早市立真崎小学校区のうち破籠井地区を校区として新設された中学校。
校訓
「明朗、自律、友愛」
校章
クスノキを図案化したものを背景にして中央に「中」の文字を置いている。
校歌
1.緑あふれる多良岳の
　　空に希望の雲がわき
　　集う若人はつらつと
校区
諫早市立本野小学校、諫早市立御館山小学校の校区。
本野町、富川町、湯野尾町、上大渡野町、下大渡野町、本明町（一部）、永昌町、永昌東町、栄田町、西栄田町、小船越町（一部）、破籠井町、大さこ町

## 沿革
- 1985年（昭和60年）
  - 4月1日 - 「諌早市立明峰中学校」（現校名）が開校。
    - 諫早市立北諫早中学校、旧・諫早市立本野中学校[2]、諫早市立西諫早中学校から該当校区の2・3年生が転入。

  - 4月24日 - 校章を制定。
  - 5月31日 - 制服を制定。
  - 8月21日 - プールが完成。
  - 9月27日 - 校旗を制定。
- 1986年（昭和61年）
  - 2月7日 - 校歌を制定。
  - 3月15日 - 運動場に夜間照明を設置。
  - 3月31日 - 特別教室棟に普通学級を増設。
  - 5月21日 - クスノキを学校の木に制定。
- 1990年（平成2年）10月15日 - 諫早市市制50周年を記念してタイムカプセルを埋設。
- 1992年（平成4年）11月21日 - 中国漳州市第一中学校と姉妹校を締結。
- 1993年（平成5年）3月31日 - パソコン室が完成。
- 1994年（平成6年）12月24日 - 開校10周年を記念して校訓碑を建立。
- 2013年（平成25年）9月 - 給食を開始。

## アクセス
最寄りのバス停
- 県営バス 明峰中学校前 / 破籠井入口バス停

最寄りの幹線道路
- 国道34号

## 周辺
- 諫早市立御館山小学校
- 鎮西学院高等学校
- 鎮西学院幼稚園
- 鎮西学院大学

## 関連事項
- 長崎県中学校一覧